# Mummenschanz

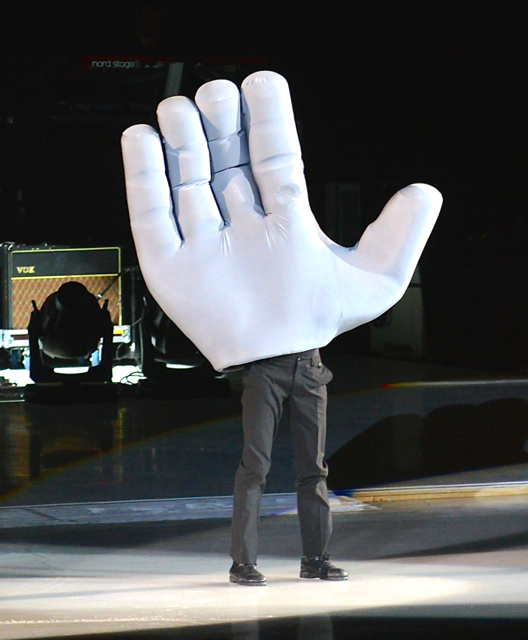
Mummenschanz i Art on Ice i Globen 2014.

Mummenschanz är en schweizisk teatergrupp, kända för sina pantomimer och att de alltid uppträder med masker. Mummenschanz har haft framgångar i hela världen och gjort flera uppsättningar på bl.a. Broadway.
Medlemmar, urval:
- Floriana Frassetto
- Bernie Schürch
- Philip Egli
- Raffaella Mattioli
- Pietro Montandon

- Jan Maria Lukas (technisk chef/ljusdesigner)